# Ráisjávri
Ráisjávri ist ein See, der in Nordreisa in Troms in Norwegen liegt.

## Quelle
- Norges vassdrags- og energidirektorat (NVE)